# Meymaneh
Meymaneh, eller Maymuna, (persiska: میمنه) är en stad i Afghanistan och är huvudort i provinsen Faryab. Folkmängden uppgår till cirka 80 000 invånare. 

## Klimat
|                     | Jan | Feb | Mar | Apr | Maj | Jun | Jul | Aug | Sep | Okt | Nov | Dec |
| ------------------- | --- | --- | --- | --- | --- | --- | --- | --- | --- | --- | --- | --- |
| Temperatur (°C)     | 2   | 4   | 8   | 15  | 20  | 26  | 28  | 25  | 21  | 15  | 9   | 5   |
| Nederbörd (mm)      | 50  | 60  | 82  | 60  | 26  | 1   | 0   | 0   | 0   | 10  | 21  | 45  |
| Soltid (timmar/dag) | 4   | 4   | 6   | 7   | 10  | 12  | 12  | 11  | 10  | 8   | 5   | 4   |

### Fotnoter
1. ↑   Central Statistics Organization, Afghanistan; Population Estimation 2012-13 Arkiverad 30 mars 2013 hämtat från the Wayback Machine. Läst 30 december 2012.
2. ↑  Stefan Nordblom, Utländska namn på svenska: Handbok om translitterering och alternativa geografiska namnformer, Gustaf Hansson (red.), version XXII, sid. 119. Europeiska rådet, 2018. ISBN 9789182464541. Läst 8 april 2023.